# Szefowie ministrów Terytorium Północnego
Szef ministrów Terytorium Północnego (Chief Minister of the Northern Territory) – faktycznie najważniejszy (choć formalnie sytuujący się w hierarchii poniżej administratora) urzędnik władzy wykonawczej Terytorium Północnego w Australii. Urząd ten powstał w 1974 i początkowo nosił nazwę lidera większości (Majority Leader). W 1978, kiedy Terytorium uzyskało stopień samodzielności porównywalny z australijskimi stanami, stanowisko to uzyskało obecną nazwę i stało się odpowiednikiem premierów stanów. Zwyczajowo szefem ministrów zostaje przywódca partii posiadającej większość w parlamencie Terytorium. Oficjalnej nominacji dokonuje administrator.
Aż do roku 2001 stanowisko to nieprzerwanie sprawowali politycy reprezentujący Country Liberal Party. Następnie przeszło w ręce Australijskiej Partii Pracy.

## Lista szefów ministrów
- 1974-77: Goff Letts
- 1977-84: Paul Everingham
- 1984-86: Ian Tuxworth
- 1986-88: Stephen Hatton
- 1988-95: Marshall Perron
- 1995-99: Shane Stone
- 1999-2001: Dennis Burke
- 2001-07: Clare Martin
- 2007-2012: Paul Henderson
- 2012-13: Terry Mills
- 2013-16: Adam Giles
- 2016-2022: Michael Gunner
- 2022–23: Natasha Fyles
- 2023–24: Lia Finocchiaro